# Полоса пропускания
О полосе пропускания в цифровой технике см. Скорость передачи данных
Полоса пропускания — диапазон частот, в пределах которого амплитудно-частотная характеристика (АЧХ) акустического, радиотехнического или оптического устройства достаточно равномерна для того, чтобы обеспечить передачу сигнала без существенного искажения его формы.
Применительно к электрическим фильтрам полосой пропускания или полосой прозрачности называется полоса частот, в пределах которой коэффициент передачи фильтра остаётся выше (а затухание — ниже) некоторого определённого значения.

## Основные параметры полосы пропускания
Основные параметры, которые характеризуют полосу пропускания — это ширина полосы и неравномерность АЧХ в пределах полосы пропускания.

### Ширина полосы пропускания

Ширина полосы пропускания колебательной системы

Ширина полосы определяется как разность верхней и нижней граничных частот участка АЧХ {\displaystyle f_{2}-f_{1}}, на котором амплитуда колебаний равняется {\displaystyle {\frac {1}{\sqrt {2}}}} (или, что эквивалентно {\displaystyle {\frac {1}{2}}} для мощности) от максимальной. Этот уровень соответствует −3 дБ от максимума.
Ширина полосы пропускания выражается в единицах частоты (например, в герцах).
Иногда полосу пропускания определяют также по фазо-частотной характеристике устройства.
В радиосвязи и устройствах передачи информации расширение полосы пропускания позволяет передать большее количество информации.

### Неравномерность АЧХ
Неравномерность АЧХ в полосе пропускания характеризует степень её отклонения от прямой, параллельной оси частот. Неравномерность АЧХ выражается в децибелах. Уменьшение неравномерности АЧХ в полосе пропускания улучшает воспроизведение формы передаваемого сигнала.

### Классификация
В электрических цепях различают:
- Абсолютную полосу пропускания: {\displaystyle S_{A}=\Delta f=f_{2}-f_{1}=f_{0}/Q}, где {\displaystyle f_{0}} — резонансная частота контура, {\displaystyle Q} — добротность контура.
- Относительную полосу пропускания: {\displaystyle S_{0}=S_{A}/f_{0}=1/Q}[3].

### Требования к полосе пропускания
Требования к полосе пропускания различных устройств определяются их назначением. Например, для телефонной связи достаточна полоса шириной около 3 кГц (300—3400 Гц), для высококачественного воспроизведения музыкальных произведений — 30—16000 Гц, для телевизионного вещания — шириной до 8 МГц.